# باسم الملك 3: المهمة الأخيرة
باسم الملك 3: المهمة الأخيرة (بالإنجليزية: In the Name of the King 3: The Last Mission)‏، هو فيلم حركة وفانتازيا، تم إنتاجه في كندا والولايات المتحدة، وصدر سنة 2014، بطولة دومينيك بورسيل، وهو الجزء الثالث من سلسلة أفلام «باسم الملك».

## القصة
قاتل في العصر الحديث، والرغبة بها، واستأجر لوظيفة أخيرة – لخطف الأطفال من رجل أعمال محلي. سارت الأمور على غير مايريد عندما اتضح أنه اختار العودة إلى العصور الوسطى وإعادة النظام في المملكة التي هي في حالة من الفوضى.

## الميزانية والإيرادات
كلف الفيلم 3.5 مليون دولار أمريكي.

## وصلات خارجية
- باسم الملك 3: المهمة الأخيرة على موقع IMDb (الإنجليزية)
- باسم الملك 3: المهمة الأخيرة على موقع روتن توميتوز (الإنجليزية)
- باسم الملك 3: المهمة الأخيرة على موقع نتفليكس (الإنجليزية)
- باسم الملك 3: المهمة الأخيرة على موقع ألو سيني (الفرنسية)
- باسم الملك 3: المهمة الأخيرة على موقع Turner Classic Movies (الإنجليزية)
- باسم الملك 3: المهمة الأخيرة على موقع أول موفي (الإنجليزية)
- باسم الملك 3: المهمة الأخيرة على موقع فيلمافينيتي (الإسبانية)
- باسم الملك 3: المهمة الأخيرة على موقع قاعدة بيانات الأفلام السويدية (السويدية)
- باسم الملك 3: المهمة الأخيرة على موقع قاعدة بيانات الفيلم (الإنجليزية)
- باسم الملك 3: المهمة الأخيرة على موقع ليتربوكسد (الإنجليزية)